# Symplocos peruviana
Espèce
Synonymes
- Symplocos lanceolata var. peruviana Szyszył.[1]

Statut de conservation UICN

 VU D2 : Vulnérable
Symplocos peruviana est une espèce de plantes à fleurs de la famille des Symplocaceae.

## Publication originale
- Das Pflanzenreich 4(242): 89. 1901.